# Drosteeffekten

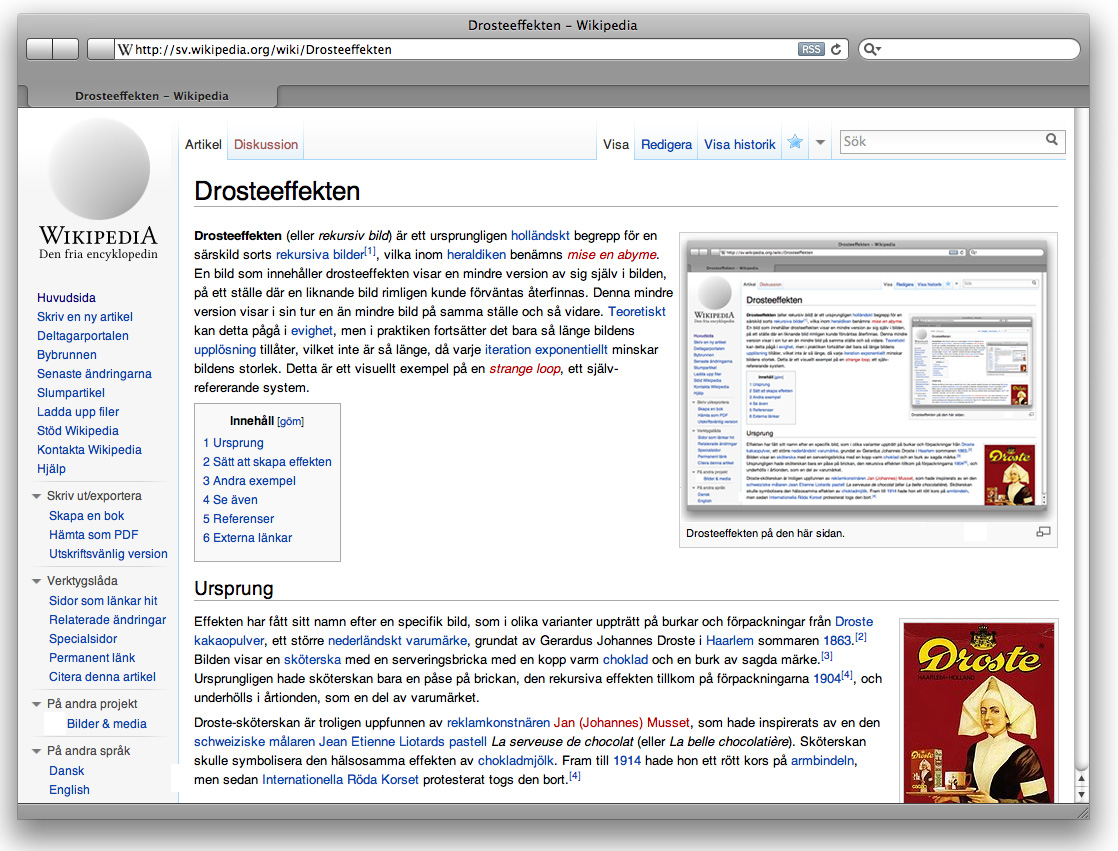
Drosteeffekten på den här sidan

Drosteeffekten (eller rekursiv bild) är ett ursprungligen holländskt begrepp för en särskild sorts rekursiva bilder, vilka inom heraldiken benämns mise en abyme, ett själv-refererande system. En bild som innehåller drosteeffekten visar en mindre version av sig själv i bilden, på ett ställe där en liknande bild rimligen kunde förväntas återfinnas. Denna mindre version visar i sin tur en än mindre bild på samma ställe och så vidare. Teoretiskt kan detta pågå i evighet, men i praktiken fortsätter det bara så länge bildens upplösning tillåter, vilket oftast inte är särskilt länge, då varje iteration exponentiellt minskar bildens storlek. 

## Ursprung

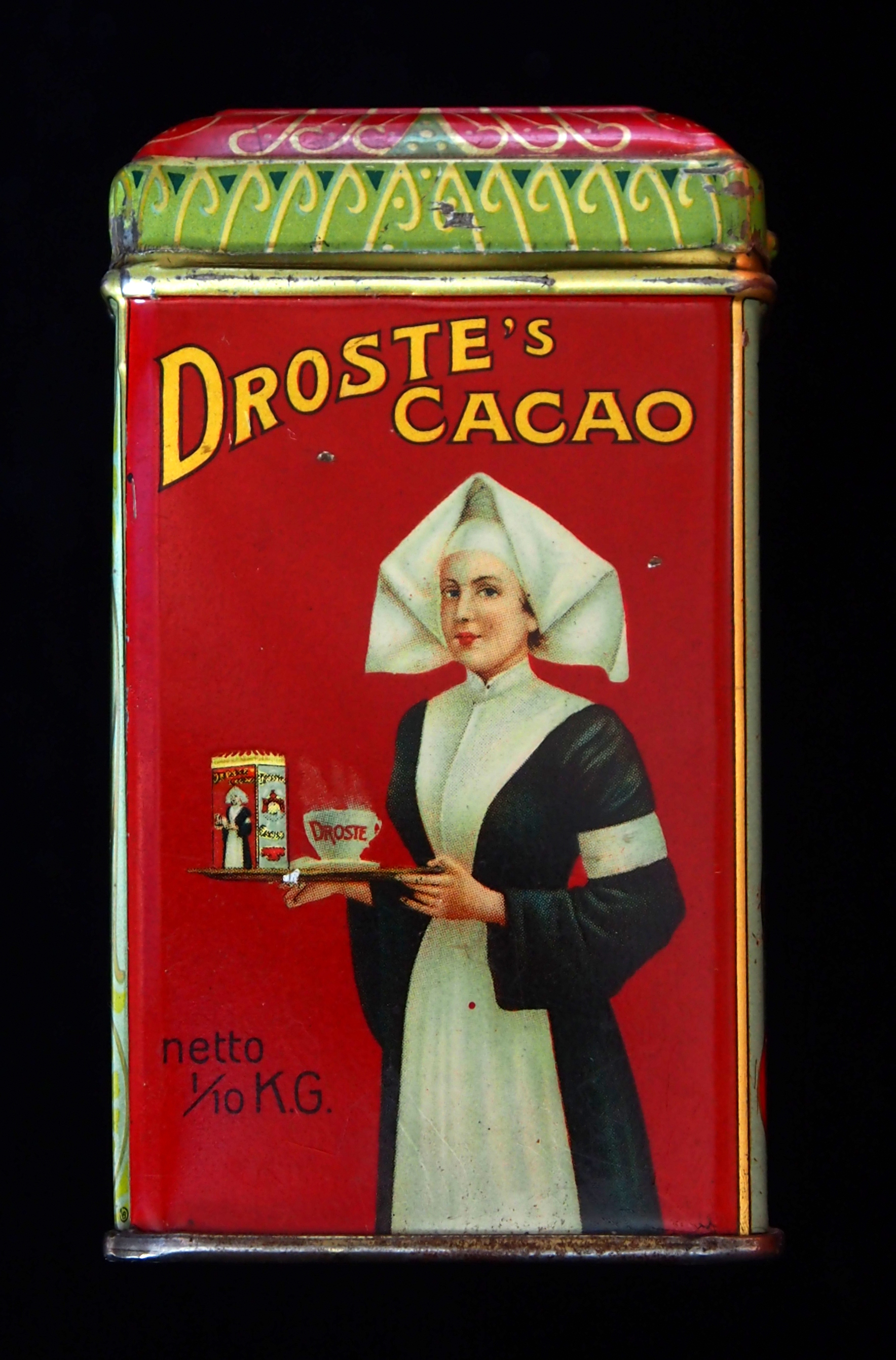
Drosteeffekten i "original"

Effekten har fått sitt namn efter en specifik bild, som i olika varianter uppträtt på burkar och förpackningar från Droste kakaopulver.
Bilden visar en sköterska med en serveringsbricka med en kopp varm choklad och en burk av sagda märke. Ursprungligen hade sköterskan bara en påse på brickan, den infällda burkbilden på förpackningarna tillkom 1904, och underhölls i årtionden, som en del av varumärket. 
Droste-sköterskan är troligen uppfunnen av reklamkonstnären Jan (Johannes) Musset, som hade inspirerats av den schweiziske målaren Jean Etienne Liotards pastell La serveuse de chocolat (eller La belle chocolatière). Sköterskan skulle symbolisera den hälsosamma effekten av chokladmjölk. Fram till 1914 hade hon ett rött kors på armbindeln, men sedan Internationella Röda Korset protesterat togs det bort.
Enligt utsago var det poeten och kolumnisten Nico Scheepmaker som introducerade begreppet drosteeffekt i en vidare omfattning i slutet av 1970-talet.

## Sätt att skapa effekten

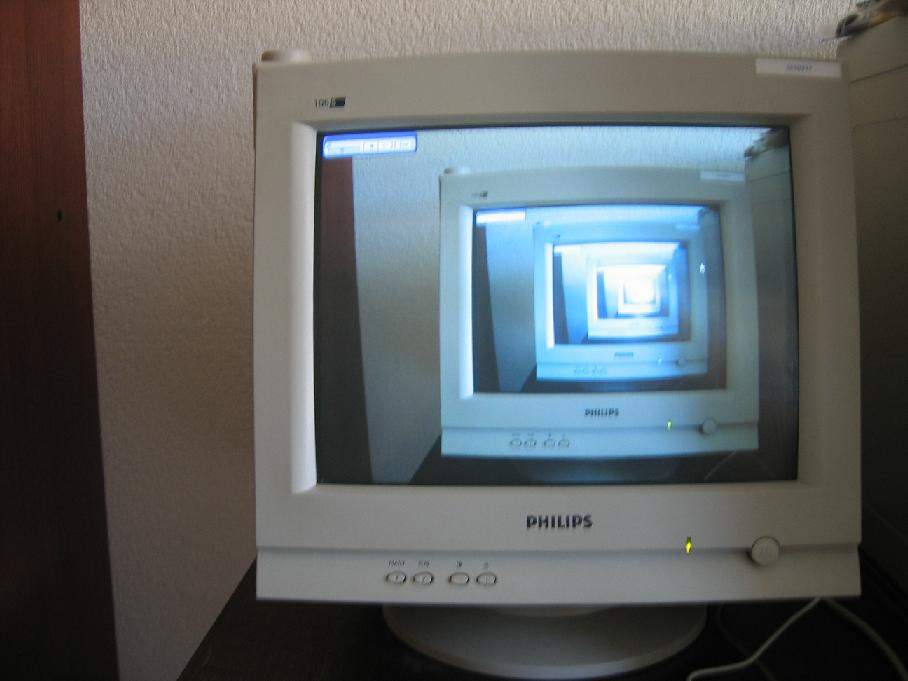
En bildskärm som visar sig själv rekursivt.

Ett exempel på drosteeffekten kan enkelt skapas genom att placera två speglar framför varandra. En annan metod kan vara att filma sin egen tv-apparat med en videokamera, medan man visar resultatet på samma tv-apparat.
Den nederländska konstnären M. C. Escher var känd för att leka med multipla simultana perspektiv i bilder, och rekursiva bilder var ett av hans verktyg.  
I böckerna Gödel, Escher, Bach samt I Am a Strange Loop använder Douglas Hofstadter Eschers rekursiva bilder för att visuellt illustrera hans argument att mänskligt medvetande är essentiellt en liknande form av rekursion (a strange loop).

## Andra exempel

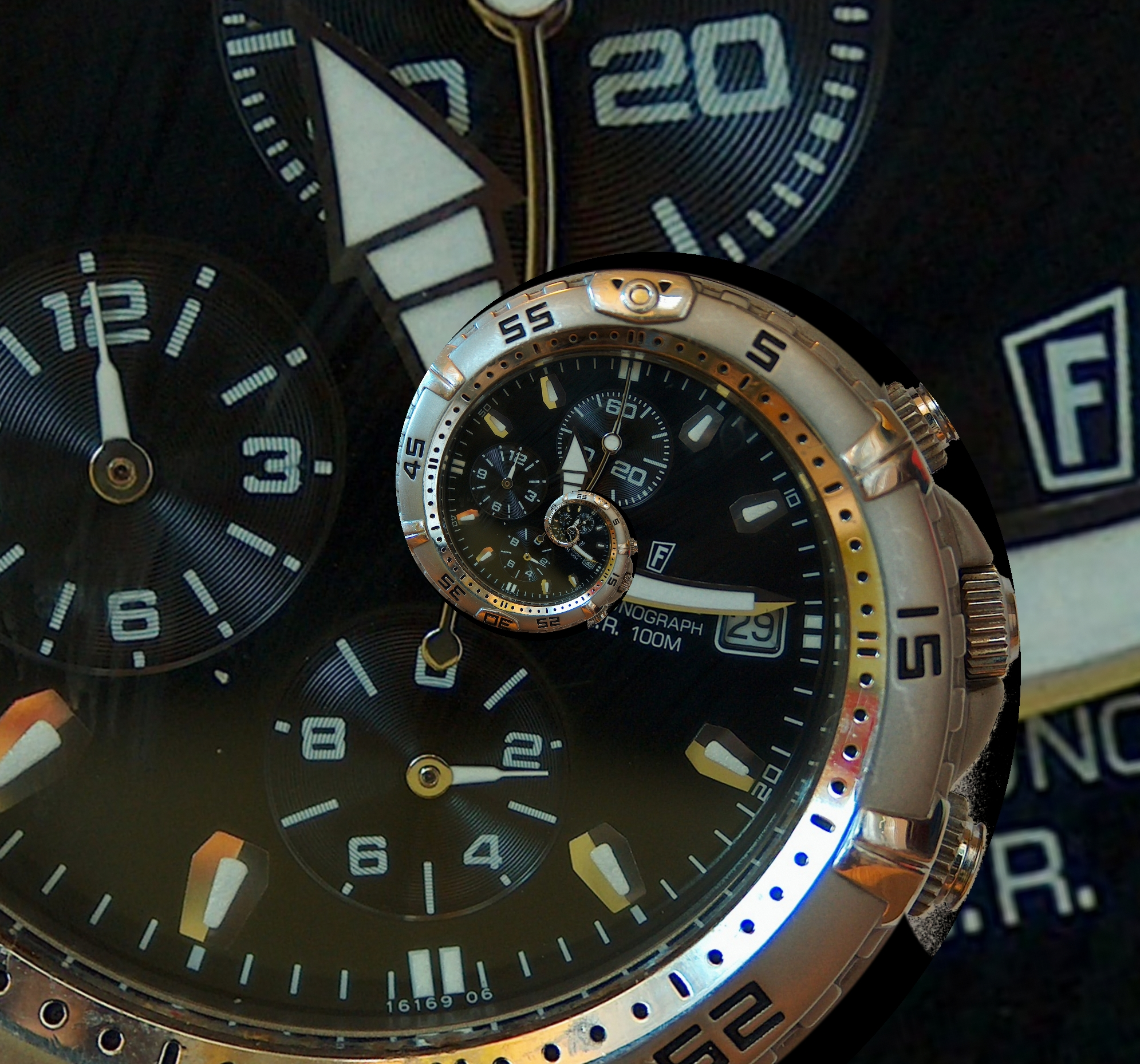
En rekursiv bild av en urtavla illustrerar drosteeffekten i spiral. Bilden är influerad av Eschers arbeten och renderad medelst en plugin för GIMP

- Den amerikanske komikern Stephen Colbert har ett självporträtt på spiselkransen där drosteeffekten används. En ny målas varje säsong, med ytterligare en nivå av rekursion tillagd.
- Stefaneschitriptyken, en altartavla från 1320 av Giotto di Bondone, visar kardinal Stefaneschi på en av sina paneler, där han erbjuder sagda triptyk till Sankte Per[6].
- Omslaget till Pink Floyds album Ummagumma är ett annat känt exempel, liksom omslaget till filmen Memento.

Andra rekursiva varumärken:
- Cracker Jack
- Land O'Lakes
- Morton's Salt
- La Vache Qui Rit (Den skrattande kon)
- Tomteskur